# Jean-Luc Lavrille
Jean-Luc Lavrille, né le 14 avril 1952 à Roanne (Loire), est un poète français.

## Biographie
Sa mère, sans profession, est mélomane et lui enseigne le piano. Son père est employé dans une papeterie.
Il n’a que deux ans lorsqu’il perd sa petite sœur : « Ta sœur est chez les anges », dit la mère — euphémisme pour cacher l’insoutenable réalité. Dans Remarmor, qu’il publiera en 2014, il réorganise la langue autour de ce souvenir traumatisant.
À l’âge de 8 ans, il compose des textes dans une langue qu’il a entièrement inventée (alphabet, lexique, grammaire). Un court extrait en sera plus tard enregistré par Frank Doyen, et intégré à un spectacle de danse créé par la chorégraphe Sylvia Mikaël. Cette dernière a par ailleurs développé dans son travail le concept de morphocinèse.
Après des études secondaires au lycée Jean-Puy de Roanne, il entame un cursus de lettres modernes : hypokhâgne au lycée Claude-Fauriel de Saint-Étienne puis à l'Université Lyon II et obtient une licence de lettres modernes. Son mémoire de fin d’études (qui obtient la mention « très bien ») porte sur la poésie de Rimbaud et est intitulé Une raison en enfer.
En 1975, il est reçu élève-professeur au concours de l’IPES (Institut de préparation aux enseignements du second degré), mais il échoue aux concours de l’agrégation et du CAPES. Il ne s’y représentera pas. En 1977, il quitte Roanne pour Paris, où il résidera jusqu’en 1983, et où il passe un DEA sous la direction de Julia Kristeva. Sa recherche est intitulée Écrire l’Œdipe.
Il obtient en 1980 un poste de professeur auxiliaire au collège Pèlerin de Beauvais, où il enseigne le français. Il se lie alors d’amitié avec le poète Gérard Fournaison et le musicien Daniel Dahl, ainsi qu’avec le philosophe et historien de l’art Georges Didi-Huberman.
En 1985, il est délégué par l’Éducation nationale comme professeur de français dans le centre hospitalier de Neufmoutiers-en-Brie, un établissement qui prend en charge des adolescents traumatisés crâniens et psychotiques. Il s’intéresse à ce travail, qui est pour lui l’occasion d’une expérience passionnante et souvent émouvante, comme en témoigne ce qu’il écrira plus tard dans Equatorze : « Neufmoutiers-en-Brie où débris libres en un abri / Enfantin… ».
Un de ses premiers poèmes publiés en revue, Polonaises, sinon le premier, le fut dans la revue TXT que dirigeait Christian Prigent. Jacques Demarcq, qui collaborait à cette même revue, lui fait connaître Tartalacrème. Il y collaborera très régulièrement de 1981 à 1986 et y publie notamment, en feuilleton, trois de ses longs poèmes : L’âme de fonds, Appris voisée (croisements), Trait Port Trait, ainsi qu’un extrait de Carbone 14.
D’autres textes de Jean-Luc Lavrille ont été publiés dans beaucoup d’autres revues : Le Lumen (Gérard Fournaison), Textuerre (Jean-Claude Hauc & Anne-Marie Jeanjean), Maison Atrides & Cie (Jean-Pierre Bobillot), Boxon (Julien d’Abrigeon), etc.
En 1989, il crée, sur plusieurs radios indépendantes (notamment Radio Roanne), une émission littéraire intitulée Francs parlers, qui perdurera jusqu’en 2000, et écrit, pour la chorégraphe Sylvia Mikaël, des « Poèmes-danse » : Coquelicorps  et Exophones, lexiques témoins .
Jean-Luc Lavrille a publié à ce jour (2021) près d'une vingtaine de livres de poésie.

## Analyse de l'œuvre

### Un traitement particulier de la langue
Alain Helissen écrit :« Jean-Luc Lavrille œuvre dans un branle-bas de langue qui ne fait pas table rase des formes poétiques établies, ni de leurs règles, mais les utilise pour les détricoter allègrement avant d’entreprendre leur restauration factice. » Autrement dit, il prend en compte la langue qui lui fut imposée (le français) et la réorganise de fond en comble. D’un côté, il y la longue série d’imparfaits du subjonctif qui ouvre Hurraman Scriptu : (« que je calculasse vite / que je voulusse élaborer un plan de pluie / que le brouillard des grands boulevards / que je ne compasse pas… qu’il vînt… qu’on étouffât… » ; de l’autre, il y a la continuelle instabilité du signe et les mots monstrueux qu’elle génère à force de glissements, d'échos déformés et de contaminations (par exemple en utilisant la technique du mot-valise.
Et Alain Frontier, dans La Poésie, éditions Belin, éd. de poche p. 397. : « La langue qui est ici parlée ne peut être que la langue apprise, c'est-à-dire maternelle (il n'en est d'autre), la langue horriblement vrillée de la mère. La tâche que se donne l'écriture (…) est de la rendre d'abord illisible (…), pour qu'une lisibilité nouvelle puisse enfin émerger du désastre. L'indo-européen, attaqué de l'intérieur, est mis à mal ! et avec lui tous les mythes qu'il charrie, tics de langage, tics de culture. Mais cela reste de l'indo-européen, depuis la fanfare des imparfaits du subjonctif, au début, jusqu'au plus babélisant mélange, qui fait que « le vers se tient droit », et que la verticalité de la poésie traverse toutes les strates de langage, entre rire et ricanement. ».

### Une façon particulière d’enchaîner les mots
Les textes qu’il publie d’abord sont des poèmes longs où les mots s’enchaînent comme interminablement.
Tous les critiques qui se sont penchés sur sa poésie insistent sur la façon très particulière dont il enchaîne les mots pour faire naître le texte. Marie-Hélène Dhénin parle de la manière très particulière dont son auteur enfile les mots dans In causa venenum: « Quand un mot se présente, il nous fait souhaiter la venue d’un autre, qui arrive en effet, mais pas tout à fait comme on l’attendait. Mieux. En glissant. Le texte est silencieusement sinueux. L’efficacité sans à-coups du serpent ? »
Et Alain Frontier écrit : « La poésie de Jean-Luc Lavrille se présente le plus souvent comme un enchaînement ininterrompu de lapsus. Oui, c’est ça. Marche rapide et ravissante, en latin rapidus, comme on dirait d’un fleuve qui arrache et emporte les alluvions. ».

### Le traitement des formes
De même qu’il garde en mémoire sa langue maternelle, que pourtant il transforme radicalement pour la faire sienne, Jeau-Luc Lavrille n’ignore pas les formes traditionnelles de la poésie que sont par exemple l’acrostiche, ou le sonnet, « On peut dire qu’aujourd’hui le sonnet n’est pas mort, témoins les quatorze fois quatorze sonnets composés par Jean-Luc Lavrille (né en 1952) et rassemblés dans Carbone Quatorze, ou les 96 apparemment très classiques sonnets du recueil Whâââh de Thieri Foulc ».
Il s’en empare et les traite à sa façon. Ainsi dans Equatorze, dont la 4e page de couverture expose ainsi l’argument : « Une lettre a bouleversé une existence. Son auteur a reçu une réponse sous la forme d’un poème, un sonnet, avec acrostiche, suggéré par les 14 lettres qu’égrènent son nom et son prénom. Ce nombre est aussi une date de naissance. Désarroi et jubilation s’allient pour décider que cette forme ‘sonnet’ peut-être multipliée, prête à s’emballer : quatorze sonnets pour quatorze séries… »... Jean-Pierre Bobillot commente ainsi ce recueil (dans un langage très personnel et pas très éloigné de celui qu’il commente) : « De toutes les phormes pré-tendues « fiXes », le sonn& (qui a une longue histoire) est celle qui a le plus duré (le plus d’urée ?), il est aussi celle qui a le plus varié (la plus avariée ?). Lié aux plus immuables replis, aux concertva-t-ismes les plus froids, il fut aussi le lieu des plus décisifs combats, des plus audacilleuses avancées de l’histoire des phormes. « Sonne-moi ces beaux sonnets »: la formule en échos cascade, de Du Bellay à Jacques Demarcq.… & à Jean-Luc Lavrille, qui avec Equatorze, tord le cou à Heredia sur son propre traintrain —les Trophées (trop faits ?) y partent en Écharpille ! »

### Les lectures publiques
Comme beaucoup de poètes de sa génération, Jean-Luc Lavrille a effectué de nombreuses lectures publiques.
Commentant un poème paru dans la revue Le lumen,Jacques Demarcq écrivait : « Un texte, fou à lire, absolument. Et qu’il faudra entendre lire par son auteur, coincé et jubilant tout à la fois. Car c’est aussi un fabuleux performer, ce Jean-Luc Lavrille : une présence intouchable, une voix. » Alain Frontier a tenté de décrire cette voix : « Le timbre même de la voix de Jean-Luc Lavrille change au cours de la lecture, devient soudain quelque chose d’extrêmement rauque et grave, chaque syllabe articulée lentement et sur un même ton. »

## Œuvres
- In causa venenum, éditions Barabandières, février 1984.
- Trait port trait, , éditions Barabandières, mars 1984.
- Appris voisés, éditions Barabandières, octobre 1984.
- Dix vagues, éditions G&g (Gérard Fournaison), 1994.
- Pèlerins Tourniquets, éditions G&g (Gérard Fournaison), 1996.
- Mon Tiers Plastique, coll. « Triages », éditions Tarabuste, 1999.
- Langue de feu, éditions G&g (Gérard Fournaison), 1999.
- Fièvre vrillée & faits vrillés, éditions G&g (Gérard Fournaison), 2002.
- L’arc en jeu, coll. « Achitextes », éditions l’Atelier de l’Agneau, 2004.
- Hurraman scriptu , éditions Tarabuste, juin 2005.  (ISBN 2-84587-093-0)
- Equatorze, coll. « Vents contraires », Voix éditions, mars 2006.  (ISBN 2-914640-57-9)
- Rêver l'Hétérogramme, inédit, novembre 2013.
- Remarmor, préface de Pierre Drogi, coll. « Achitextes », éditions l’Atelier de l’Agneau, mai 2014. La couverture est illustrée par un monotype de Mary-Ann Beall[35] intitulé Tempête 4.  (ISBN 978-2-930440-76-7)
- Jetés aux dés, coll. « Achitextes », avec une intervention graphique de David Christoffel, éditions l’Atelier de l’Agneau, 2018.  (ISBN 978-2-37428-017-2)
- L'invention d'une licarne, éditions Lanskine, 2019.
- Évoés Omégaphones, éditions L'Harmattan, 2021.
- Phil@leph, éditions La luc@rne des écrivains, octobre 2021.  (ISBN 978-2-37673-041-5)
- Ouïssances,éditions L'Harmatan,avec une préface de'Emmanuel Moses, juin 2024. (ISBN 978-2-336-46717-7)